# Raí (calciatore)
Raimundo Souza Vieira de Oliveira, detto Raí (Ribeirão Preto, 15 maggio 1965), è un dirigente sportivo ed ex calciatore brasiliano di ruolo centrocampista, socio del Paris FC. Con la nazionale brasiliana è stato campione del mondo  nel 1994.

## Biografia
Anche suo fratello maggiore Sócrates è stato calciatore.

## Carriera

### Club

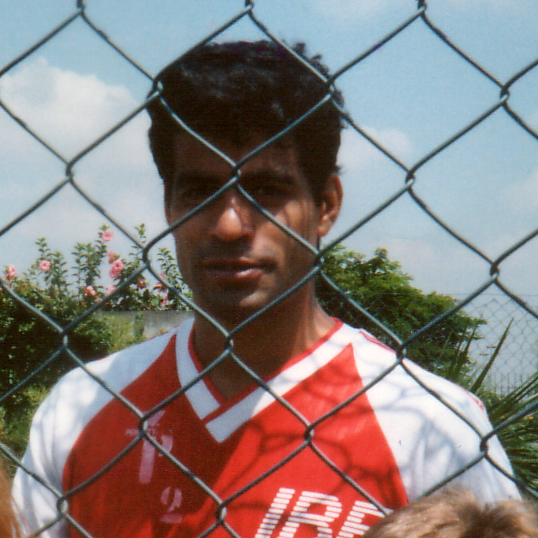
Raí in allenamento al San Paolo nel 1993

Nella sua carriera Raí giocò per il San Paolo e per il Paris Saint-Germain. È probabilmente il miglior giocatore nella storia del San Paolo, avendo vinto di tutto con i paulisti: realizzò 128 reti per i Tricolores e fu il capitano e il leader della squadra. Raí (e l'allenatore Telê Santana) giocarono un ruolo fondamentale nel rendere il San Paolo la squadra brasiliana con più successi internazionali, superando i rivali del Santos. Nel 1992 ricevette il premio come miglior giocatore della Coppa Intercontinentale, dopo aver siglato la doppietta decisiva per regalare alla sua squadra il primo titolo continentale della sua storia. Il suo ruolo in campo era quello di attaccante arretrato o di centrocampista offensivo.
Nella stagione 1997-1998 realizza la sua prima rete nella vittoriosa rimonta per 3-2 sull'Auxerre, alla seconda giornata di campionato. Va in gol anche in Champions League contro il Göteborg (3-0) su rigore. In seguito realizza reti decisive contro il Guingamp (4-2) e contro il Cannes (0-1).
Nel 1998, dopo aver giocato (e vinto la Coppa delle Coppe) con il Paris Saint-Germain, tornò a San Paolo annunciando che era quella la città dove avrebbe voluto chiudere la carriera. La rosa era completamente rinnovata, con nuove stelle come Denílson e França: l'unico giocatore rimasto della vittoriosa squadra del 1993 era il portiere Rogério Ceni (che qualche anno dopo avrebbe contribuito alla vittoria del San Paolo nella Coppa del mondo per club FIFA).
Ancora una volta Raí condusse i Tricolores ad un'altra vittoria nel Campionato Paulista, anche se giocò solo nelle finali, dato che ritornò a campionato in corso. La cosa si ripeté nel 2000, con l'ultimo trofeo, sempre il Campionato Paulista.

### Nazionale
Nella prima gara della fase a gironi del vittorioso campionato del mondo 1994, contro la Russia, trasformò il calcio di rigore assegnato per l'atterramento di Romário in area.

## Statistiche

### Cronologia presenze e reti in nazionale
| Cronologia completa delle presenze e delle reti in nazionale ― Inghilterra | Cronologia completa delle presenze e delle reti in nazionale ― Inghilterra | Cronologia completa delle presenze e delle reti in nazionale ― Inghilterra | Cronologia completa delle presenze e delle reti in nazionale ― Inghilterra | Cronologia completa delle presenze e delle reti in nazionale ― Inghilterra | Cronologia completa delle presenze e delle reti in nazionale ― Inghilterra | Cronologia completa delle presenze e delle reti in nazionale ― Inghilterra | Cronologia completa delle presenze e delle reti in nazionale ― Inghilterra |
| Data                                                                       | Città                                                                      | In casa                                                                    | Risultato                                                                  | Ospiti                                                                     | Competizione                                                               | Reti                                                                       | Note                                                                       |
| -------------------------------------------------------------------------- | -------------------------------------------------------------------------- | -------------------------------------------------------------------------- | -------------------------------------------------------------------------- | -------------------------------------------------------------------------- | -------------------------------------------------------------------------- | -------------------------------------------------------------------------- | -------------------------------------------------------------------------- |
| 19-5-1987                                                                  | Londra                                                                     | Inghilterra                                                                | 1 – 1                                                                      | Brasile                                                                    | Amichevole                                                                 | -                                                                          | 82’                                                                        |
| 23-5-1987                                                                  | Dublino                                                                    | Irlanda                                                                    | 1 – 0                                                                      | Brasile                                                                    | Amichevole                                                                 | -                                                                          | 64’                                                                        |
| 26-5-1987                                                                  | Glasgow                                                                    | Scozia                                                                     | 0 – 2                                                                      | Brasile                                                                    | Amichevole                                                                 | 1                                                                          |                                                                            |
| 28-5-1987                                                                  | Helsinki                                                                   | Finlandia                                                                  | 2 – 3                                                                      | Brasile                                                                    | Amichevole                                                                 | -                                                                          |                                                                            |
| 1-6-1987                                                                   | Tel Aviv                                                                   | Israele                                                                    | 0 – 4                                                                      | Brasile                                                                    | Amichevole                                                                 | -                                                                          | 75’                                                                        |
| 21-6-1987                                                                  | Florianopolis                                                              | Brasile                                                                    | 4 – 0                                                                      | Ecuador                                                                    | Amichevole                                                                 | 1                                                                          | Uscita                                                                     |
| 24-6-1987                                                                  | Porto Alegre                                                               | Brasile                                                                    | 1 – 0                                                                      | Ecuador                                                                    | Amichevole                                                                 | -                                                                          | 46’                                                                        |
| 28-6-1987                                                                  | Córdoba                                                                    | Brasile                                                                    | 5 – 0                                                                      | Venezuela                                                                  | Coppa America 1987 - 1º turno                                              | -                                                                          |                                                                            |
| 3-7-1987                                                                   | Córdoba                                                                    | Brasile                                                                    | 0 – 4                                                                      | Cile                                                                       | Coppa America 1987 - 1º turno                                              | -                                                                          |                                                                            |
| 9-12-1987                                                                  | Uberlândia                                                                 | Brasile                                                                    | 2 – 1                                                                      | Cile                                                                       | Amichevole                                                                 | -                                                                          | Uscita                                                                     |
| 12-12-1987                                                                 | Brasilia                                                                   | Brasile                                                                    | 1 – 1                                                                      | Germania Ovest                                                             | Amichevole                                                                 | -                                                                          | 63’                                                                        |
| 9-7-1991                                                                   | Viña del Mar                                                               | Brasile                                                                    | 2 – 1                                                                      | Bolivia                                                                    | Coppa America 1991 - 1º turno                                              | -                                                                          | 46’                                                                        |
| 11-7-1991                                                                  | Viña del Mar                                                               | Brasile                                                                    | 1 – 1                                                                      | Uruguay                                                                    | Coppa America 1991 - 1º turno                                              | -                                                                          |                                                                            |
| 13-7-1991                                                                  | Viña del Mar                                                               | Colombia                                                                   | 2 – 0                                                                      | Brasile                                                                    | Coppa America 1991 - 1º turno                                              | -                                                                          | 46’                                                                        |
| 30-10-1991                                                                 | Varginha                                                                   | Brasile                                                                    | 3 – 1                                                                      | Jugoslavia                                                                 | Amichevole                                                                 | 1                                                                          |                                                                            |
| 18-12-1991                                                                 | Goiânia                                                                    | Brasile                                                                    | 2 – 1                                                                      | Cecoslovacchia                                                             | Amichevole                                                                 | 1                                                                          |                                                                            |
| 26-2-1992                                                                  | Fortaleza                                                                  | Brasile                                                                    | 3 – 0                                                                      | Stati Uniti                                                                | Amichevole                                                                 | 2                                                                          |                                                                            |
| 17-5-1992                                                                  | Londra                                                                     | Inghilterra                                                                | 1 – 1                                                                      | Brasile                                                                    | Amichevole                                                                 | -                                                                          |                                                                            |
| 31-7-1992                                                                  | Los Angeles                                                                | Brasile                                                                    | 5 – 0                                                                      | Messico                                                                    | Amistad Cup 1992                                                           | -                                                                          |                                                                            |
| 2-8-1992                                                                   | Los Angeles                                                                | Stati Uniti                                                                | 0 – 1                                                                      | Brasile                                                                    | Amistad Cup 1992                                                           | -                                                                          |                                                                            |
| 26-8-1992                                                                  | Parigi                                                                     | Francia                                                                    | 0 – 2                                                                      | Brasile                                                                    | Amichevole                                                                 | 1                                                                          |                                                                            |
| 23-9-1992                                                                  | Paranavaí                                                                  | Brasile                                                                    | 4 – 2                                                                      | Costa Rica                                                                 | Amichevole                                                                 | 3                                                                          |                                                                            |
| 25-11-1992                                                                 | Campina Grande                                                             | Brasile                                                                    | 1 – 2                                                                      | Uruguay                                                                    | Amichevole                                                                 | -                                                                          |                                                                            |
| 18-2-1993                                                                  | Buenos Aires                                                               | Argentina                                                                  | 1 – 1                                                                      | Brasile                                                                    | Amichevole                                                                 | -                                                                          |                                                                            |
| 17-3-1993                                                                  | Ribeirão Preto                                                             | Brasile                                                                    | 2 – 2                                                                      | Polonia                                                                    | Amichevole                                                                 | -                                                                          |                                                                            |
| 6-6-1993                                                                   | New Haven                                                                  | Stati Uniti                                                                | 0 – 2                                                                      | Brasile                                                                    | U.S. Cup 1993                                                              | -                                                                          | 68’                                                                        |
| 10-6-1993                                                                  | Washington                                                                 | Brasile                                                                    | 3 – 3                                                                      | Germania                                                                   | U.S. Cup 1993                                                              | -                                                                          |                                                                            |
| 13-6-1993                                                                  | Washington                                                                 | Inghilterra                                                                | 1 – 1                                                                      | Brasile                                                                    | U.S. Cup 1993                                                              | -                                                                          |                                                                            |
| 14-7-1993                                                                  | Rio de Janeiro                                                             | Brasile                                                                    | 2 – 0                                                                      | Paraguay                                                                   | Amichevole                                                                 | -                                                                          |                                                                            |
| 18-7-1993                                                                  | Quito                                                                      | Ecuador                                                                    | 0 – 0                                                                      | Brasile                                                                    | Qual. Mondiali 1994                                                        | -                                                                          |                                                                            |
| 25-7-1993                                                                  | La Paz                                                                     | Bolivia                                                                    | 2 – 0                                                                      | Brasile                                                                    | Qual. Mondiali 1994                                                        | -                                                                          | 75’                                                                        |
| 1-8-1993                                                                   | San Cristóbal                                                              | Venezuela                                                                  | 1 – 5                                                                      | Brasile                                                                    | Qual. Mondiali 1994                                                        | 1                                                                          | 64’                                                                        |
| 8-8-1993                                                                   | Maceió                                                                     | Brasile                                                                    | 1 – 1                                                                      | Messico                                                                    | Amichevole                                                                 | -                                                                          |                                                                            |
| 15-8-1993                                                                  | Montevideo                                                                 | Uruguay                                                                    | 1 – 1                                                                      | Brasile                                                                    | Qual. Mondiali 1994                                                        | 1                                                                          |                                                                            |
| 22-8-1993                                                                  | San Paolo                                                                  | Brasile                                                                    | 2 – 0                                                                      | Ecuador                                                                    | Qual. Mondiali 1994                                                        | -                                                                          | Uscita                                                                     |
| 29-8-1993                                                                  | Recife                                                                     | Brasile                                                                    | 6 – 0                                                                      | Bolivia                                                                    | Qual. Mondiali 1994                                                        | 1                                                                          |                                                                            |
| 5-9-1993                                                                   | Belo Horizonte                                                             | Brasile                                                                    | 4 – 0                                                                      | Venezuela                                                                  | Qual. Mondiali 1994                                                        | -                                                                          |                                                                            |
| 19-9-1993                                                                  | Rio de Janeiro                                                             | Brasile                                                                    | 2 – 0                                                                      | Uruguay                                                                    | Qual. Mondiali 1994                                                        | -                                                                          |                                                                            |
| 17-11-1993                                                                 | Colonia                                                                    | Germania                                                                   | 2 – 1                                                                      | Brasile                                                                    | Amichevole                                                                 | -                                                                          | 67’                                                                        |
| 23-3-1994                                                                  | Recife                                                                     | Brasile                                                                    | 2 – 0                                                                      | Argentina                                                                  | Amichevole                                                                 | -                                                                          | 46’                                                                        |
| 5-6-1994                                                                   | Edmonton                                                                   | Canada                                                                     | 1 – 1                                                                      | Brasile                                                                    | Amichevole                                                                 | -                                                                          | 65’                                                                        |
| 8-6-1994                                                                   | San Diego                                                                  | Brasile                                                                    | 8 – 2                                                                      | Honduras                                                                   | Amichevole                                                                 | 1                                                                          |                                                                            |
| 12-6-1994                                                                  | Fresno                                                                     | Brasile                                                                    | 4 – 0                                                                      | El Salvador                                                                | Amichevole                                                                 | 1                                                                          | 46’                                                                        |
| 20-6-1994                                                                  | Palo Alto                                                                  | Brasile                                                                    | 2 – 0                                                                      | Russia                                                                     | Mondiali 1994 - 1º turno                                                   | 1                                                                          |                                                                            |
| 24-6-1994                                                                  | Palo Alto                                                                  | Brasile                                                                    | 3 – 0                                                                      | Camerun                                                                    | Mondiali 1994 - 1º turno                                                   | -                                                                          | 81’                                                                        |
| 28-6-1994                                                                  | Detroit                                                                    | Brasile                                                                    | 1 – 1                                                                      | Svezia                                                                     | Mondiali 1994 - 1º turno                                                   | -                                                                          | 83’                                                                        |
| 9-7-1994                                                                   | Dallas                                                                     | Paesi Bassi                                                                | 2 – 3                                                                      | Brasile                                                                    | Mondiali 1994 - Quarti di finale                                           | -                                                                          | 81’                                                                        |
| 13-7-1994                                                                  | Pasadena                                                                   | Svezia                                                                     | 0 – 1 dts                                                                  | Brasile                                                                    | Mondiali 1994 - Semifinale                                                 | -                                                                          | 46’                                                                        |
| 17-7-1994                                                                  | Pasadena                                                                   | Brasile                                                                    | 0 – 0 dts (3 – 2 dtr)                                                      | Italia                                                                     | Mondiali 1994 - Finale                                                     | -                                                                          | 65’                                                                        |
| Totale                                                                     |                                                                            | Presenze                                                                   | 49                                                                         |                                                                            | Reti                                                                       | 16                                                                         |                                                                            |

## Palmarès

### Club

#### Competizioni statali
- Campionato paulista: 6

San Paolo: 1987, 1989, 1991, 1992, 1998, 2000

#### Competizioni nazionali
- Campionato brasiliano: 1

San Paolo: 1991
- Campionato francese: 1

Paris Saint-Germain: 1993-1994
- Coppa di Francia: 2

Paris Saint-Germain: 1994-1995, 1997-1998
- Coppa di Lega francese: 2

Paris Saint-Germain: 1994-1995, 1997-1998
- Supercoppa francese: 1

Paris Saint-Germain: 1995

#### Competizioni internazionali
- Coppa Libertadores: 2

San Paolo: 1992, 1993
- Coppa Intercontinentale: 1

San Paolo: 1992
- Coppa delle Coppe: 1

Paris Saint-Germain: 1995-1996

### Nazionale
- Giochi panamericani: 1

Indianapolis 1987
- Coppa Stanley Rous: 1

1987
- Campionato mondiale: 1

Stati Uniti 1994

### Individuale
- Bola de Prata: 3

1989, 1991, 1992
- Calciatore sudamericano dell'anno: 1

1992
- Miglior giocatore della Coppa Intercontinentale: 1

1992
- Equipo Ideal de América: 1

1992
- ESM Team of the Year: 1

1995-1996

## Opere
- (PT)  Para ser jogador de futebol, con Soninha e Milly Lacombe. Editora Blocker Comercial LTDA, San Paolo, 2005.